# Ectropis longiscapia
Ectropis longiscapia är en fjärilsart som beskrevs av Louis Beethoven Prout 1926. Ectropis longiscapia ingår i släktet Ectropis och familjen mätare. Inga underarter finns listade i Catalogue of Life.